# Żeleźnica (województwo świętokrzyskie)
Żeleźnica – wieś w Polsce położona w województwie świętokrzyskim, w powiecie włoszczowskim, w gminie Krasocin. Leży nad rzeką Czarną w Paśmie Przedborsko-Małogoskim, na terenie Przedborskiego Parku Krajobrazowego.
W latach 1975–1998 miejscowość administracyjnie należała do województwa kieleckiego.
Sołectwo tej wsi znajduje się we wsi Zabrody.
Przez wieś przechodzą szlaki:
- Szlak Królewskich Łowów Kazimierza Wielkiego  niebieski szlak turystyczny prowadzący z Gór Mokrych do Kluczewska
- Szlak Pasma Przedborsko-Małogoskiego  żółty szlak turystyczny prowadzący z Przedborza do Małogoszcza